# Izaak Komnen (bratanek Andronika I)
Izaak Komnen (gr. Ἰσαάκιος Κομνηνός, zm. ok. 1191/1193 w Konstantynopolu) – bizantyński arystokrata, w okresie panowania Izaaka II Angelosa pretendent do tronu cesarskiego.

## Życiorys
Był synem Jana Komnena Tzelepesa, starszego brata cesarza Andronika I Komnena. W 1185 został uwięziony. W okresie rządów Izaaka II Angelosa. W 1191 udało mu się uciec z więzienia. Udał się do Hagia Sophia, gdzie próbował zbierać zwolenników przeciwko Izaakowi  II. Ostatecznie został złapany i torturowany w celu wydania nazwisk jego współpracowników i konspiratorów.